# Ristede løg
Ristede løg er løg, der er friturestegt og saltede og anvendes som tilbehør. I Danmark anvendes ristede løg særligt til hotdogs og bøfsandwich samt til visse typer smørrebrød som roastbeef- og kartoffelmadder.
Ristede løg fremstilles normalt ved at skære løgene i ret små stykker, vende dem i mel og friturestege dem i en planteolie, fx palmeolie. Løgene saltes og er derpå klar til brug. De kan fremstilles i et køkken, men er desuden en meget almindelig færdigvare i fødevarebutikker.